# Cathédrale Saint-Pierre de Montpellier
Cette  cathédrale n’est pas la seule cathédrale Saint-Pierre.
La cathédrale Saint-Pierre de Montpellier est la cathédrale catholique de Montpellier dans l'Hérault. Située dans l'écusson, au cœur de la vieille ville, c'est le monument de style gothique le plus important de la ville de Montpellier, la plus grande église de l'ex-région Languedoc-Roussillon, et un exemple emblématique de « cathédrale-forteresse ».

## Histoire

### Origine
La cathédrale Saint-Pierre était à l'origine la chapelle du monastère-collège Saint-Benoît Saint-Germain, fondée en 1364, par le pape Urbain V. Cette église fut érigée en cathédrale en 1536, lorsque le siège épiscopal fut transféré de Maguelone à Montpellier.

### Après 1536
Quatre tours s'élèvent aux angles de la nef, dont l'une fut abattue lors des mouvements iconoclastes protestants de 1567. L'édifice est muni de défenses importantes, ce qui en fait une forteresse. À la fin du XVIe siècle, on la surnomme d'ailleurs le « fort Saint-Pierre ». L'une des façades était couronnée par des mâchicoulis surmontés de créneaux, derrière lesquels devait courir un chemin de ronde dans l'épaisseur du mur. L'entrée est précédée d'un porche massif, composé de deux piliers cylindriques et d'une voûte reliant les piliers à la façade de l'église.
Ce sont pratiquement les seuls éléments de l'architecture médiévale de la cathédrale que l'on peut encore observer aujourd'hui. L'église était composée d'un vaisseau unique, de cinq travées délimitant les chapelles latérales au nombre de quatorze. Elles sont dédiées à saint Germain, à Notre Dame, à saint Victor, à sainte Cécile, sainte Ursule et les onze mille vierges, saint Martin, sainte Catherine, à la Sainte Croix, à saint Pierre, sainte Marie Madeleine, saint Blaise, saint Lazare et saint Michel. 
L'ornementation de l'église était très riche. L'autel majeur était entouré d'un retable de vermeil. Au rez-de-chaussée, la petite sacristie était commune avec l'église. Il y avait à l'intérieur des armoires à plusieurs serrures, dont l'une où l'on avait pour habitude de conserver des reliques (bras d'argent de saint Benoît, de saint Germain et de saint Blaise) ainsi que des livres et du linge dans des coffres. Cette sacristie était dite mineure par opposition à la sacristie majeure qui contenait le trésor (reliquaires, vases sacrés et ornements précieux).

### Les guerres de religion
Durant les guerres de religion, la cathédrale a été la cible des attaques protestantes. Le 20 octobre 1561, après un siège durant la nuit, la foule pénètre par une brèche dans la cathédrale où s'étaient réfugiés quelques dignitaires catholiques accompagnés d'une troupe de soldats. L'étendue du massacre varie entre huit et cinquante morts selon les chroniqueurs, voire huit cents morts. Théodore de Bèze, dans l’Histoire ecclésiastique par exemple, dénombre les morts sur place et ceux qui meurent quelques jours plus tard de leurs blessures. Dans l’Histoire de l'Europe est avancé le nombre de dix-sept morts, ce qui paraît plus probable. Quoi qu'il en soit, le meurtre précéda le pillage et la ruine. 
En six ou sept heures, l'église fut complètement dépouillée. Cependant, les consuls de la ville (tous protestants) réussirent à préserver le trésor en établissant un inventaire. Le pillage de la cathédrale fut suivi du pillage des couvents et des monastères de la ville. En 1562, la cathédrale perdit ses cloches et ses grilles de fer qui furent fondues pour faire des munitions face au siège de la ville par les catholiques.
En 1567, la cathédrale subit les assauts des protestants qui, cette fois, s'attaquèrent au monument. Une tour s'effondra entraînant avec elle l'ensemble de l'édifice. Les chanoines de la cathédrale se réfugièrent à Villeneuve-les-Maguelone et à Frontignan où ils restèrent jusqu'à la fin du siège de Louis XIII en 1622.
En 1629, le cardinal de Richelieu confie la restauration à l’entrepreneur Pierre Froment et au maître maçon Bertrand Delane. La voûte, le pavement de la nef et la façade furent refaits. Après avoir été réaménagée selon un projet de Jean-Antoine Giral au XVIIIe siècle, Saint-Pierre fut transformée en un édifice plus ambitieux.

### Agrandissements duXIXesiècle

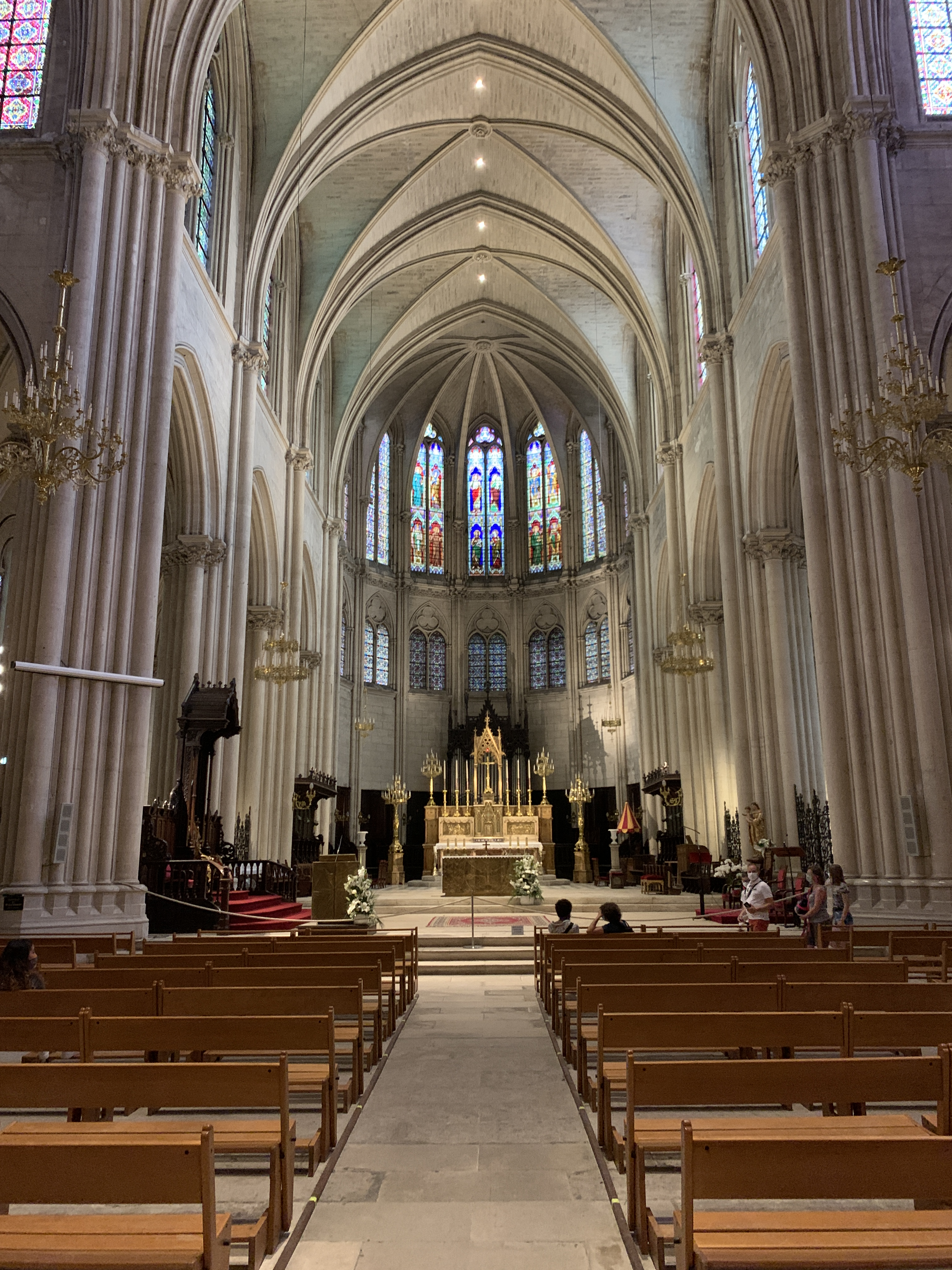
La nef vers le chœur.

Les travaux dirigés par Henri Antoine Revoil de 1855 à 1875 aboutissent à une reconstruction de la tour-clocher et à l’ajout de chapelles rayonnantes au sein du chœur qui n'est cependant pas doté du déambulatoire initialement prévu. La toiture du chœur fut ornée de tuiles vernissées « à la mode bourguignonne ». Auguste Baussan refait le décor sculpté de la tour et du tympan dans le goût du XIIIe siècle ; les verrières du transept et du chœur, exécutées par Édouard Didron et Paul Nicod, sont posées entre 1870 et 1872. Dans le bras droit, un tableau de Sébastien Bourdon représente La chute de Simon le Magicien (1657), épisode apocryphe de la vie de saint Pierre.
En 1795, le siège épiscopal (l'ancien monastère Saint-Benoît), devient le siège de l'École de Médecine.
En 1847 Monseigneur Charles-Thomas Thibault (1835-1860) obtient pour la cathédrale le titre, alors rarement accordé, de basilique mineure.
En 1856, la structure de la cathédrale sert de modèle aux Pères des Missions étrangères de Paris, pour la construction de l'église Saint-François-Xavier de Malacca, en Malaisie actuelle.
En 1870, Auguste Baussan est missionné de la décoration du portail du transept dédié à la Vierge Marie. Le bas-relief qu’il réalise pour orner le linteau symbolise le couronnement de la Vierge avec la mise au tombeau et l’adoration des mages. Il s’inspire des décorations sculptées du portail du Jugement dernier de la Vierge de la cathédrale Notre-Dame de Paris dans le goût du XIIIe siècle.
En 1906, la cathédrale est classée au titre des monuments historiques.
À la suite de l'érection du diocèse de Montpellier en archidiocèse le 8 décembre 2002, par décret de la Congrégation pour les évêques, la cathédrale Saint-Pierre est devenue cathédrale métropolitaine. La Province ecclésiastique de Montpellier comprend à présent les diocèses suffragants de Mende et de Perpignan-Elne (auparavant suffragants d’Albi), de Nîmes (auparavant suffragant d’Avignon) et de Carcassonne et Narbonne (auparavant suffragant de Toulouse).

## Description

### Extérieur

Extérieur
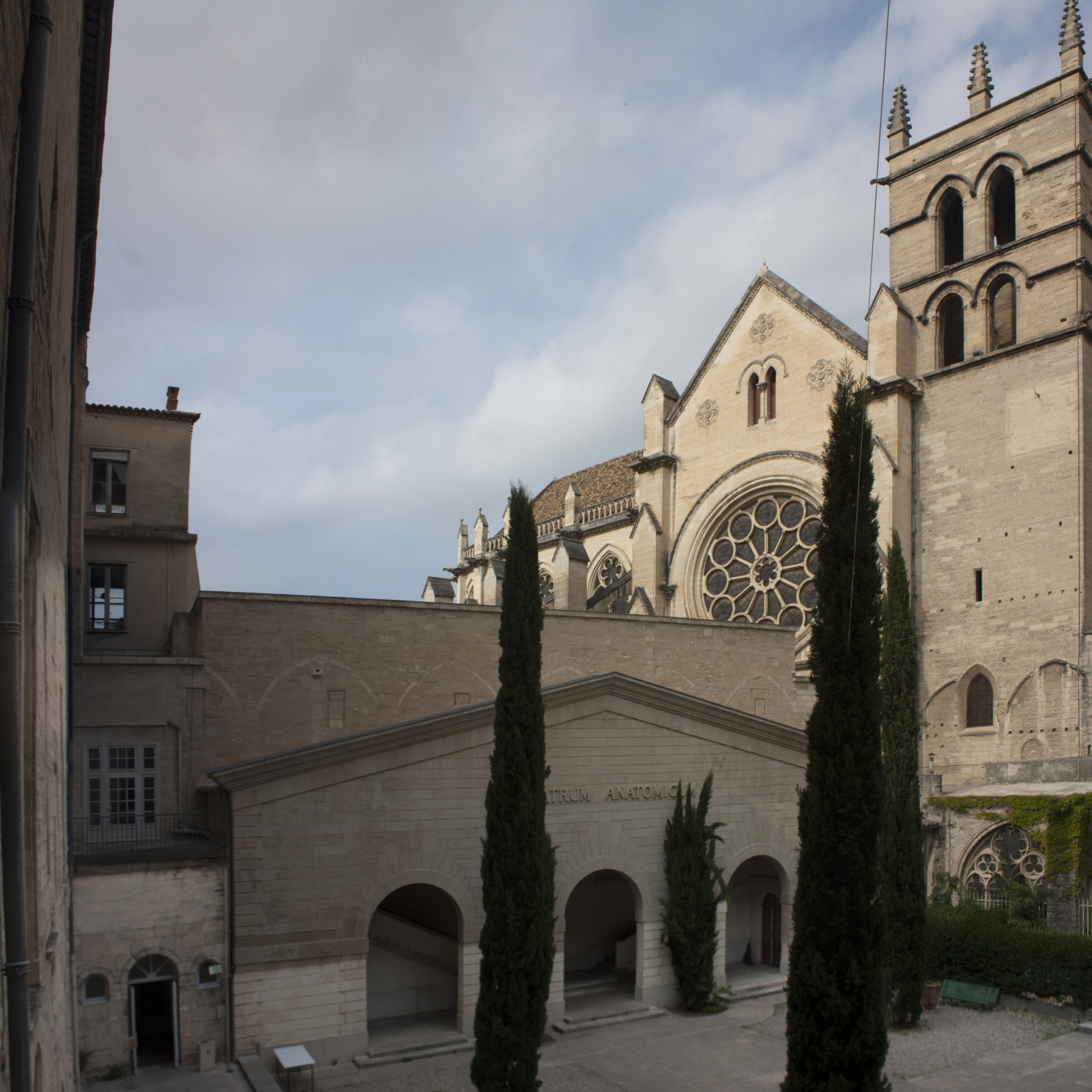
La cour d'honneur de la Faculté de médecine (ancien cloître du monastère Saint-Benoît) et le Theatrum Anatomicum.
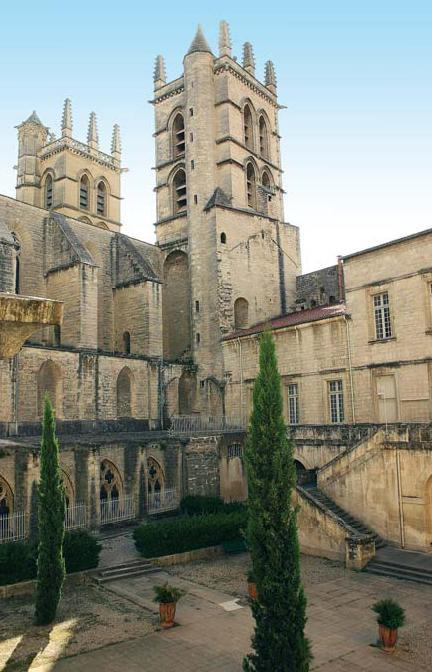
Les tours Urbain V et Saint-Benoit vues depuis la cour d'honneur de la Faculté de médecine.
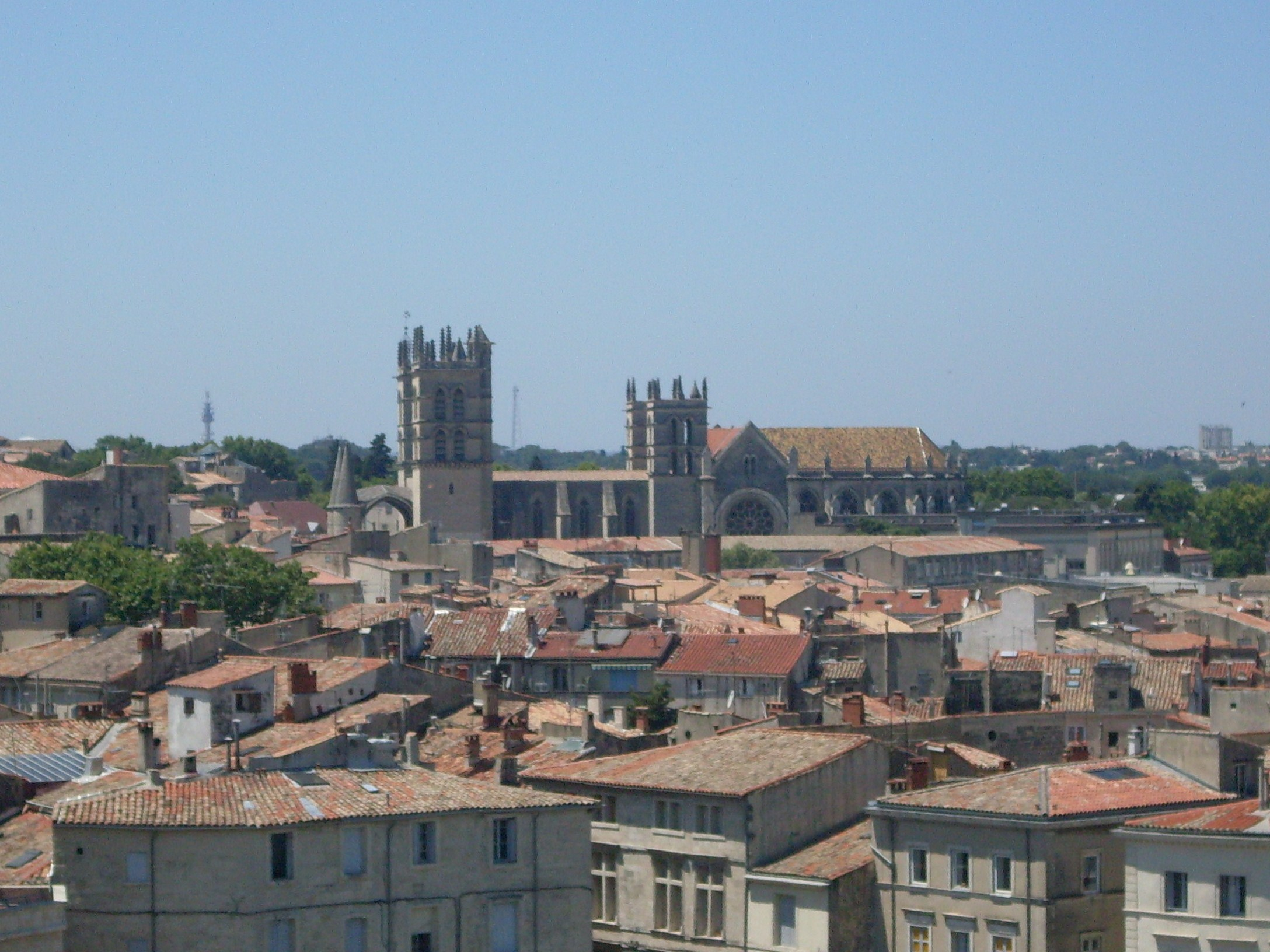
Cathédrale Saint-Pierre vue depuis le Corum.
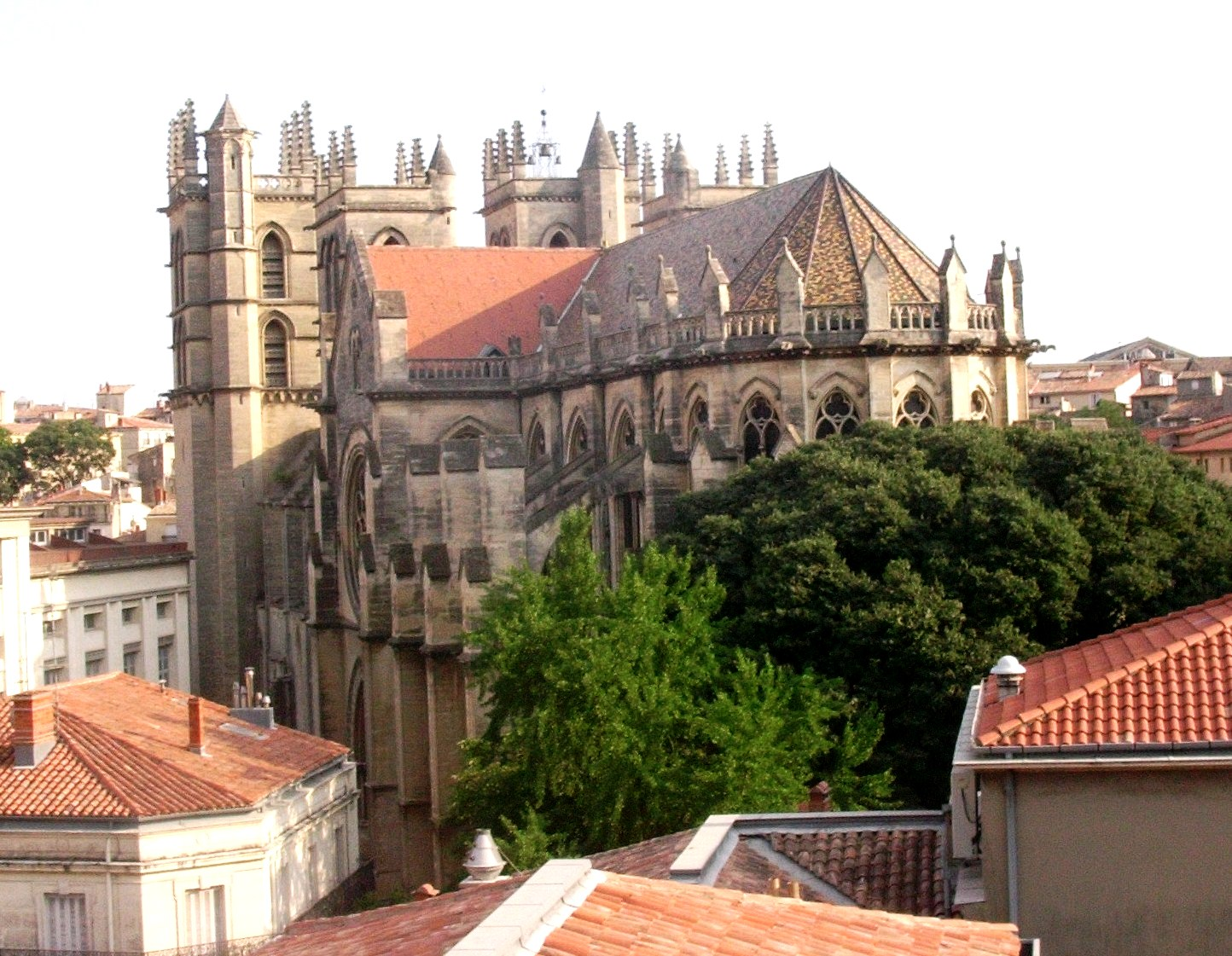
Vue des toits.
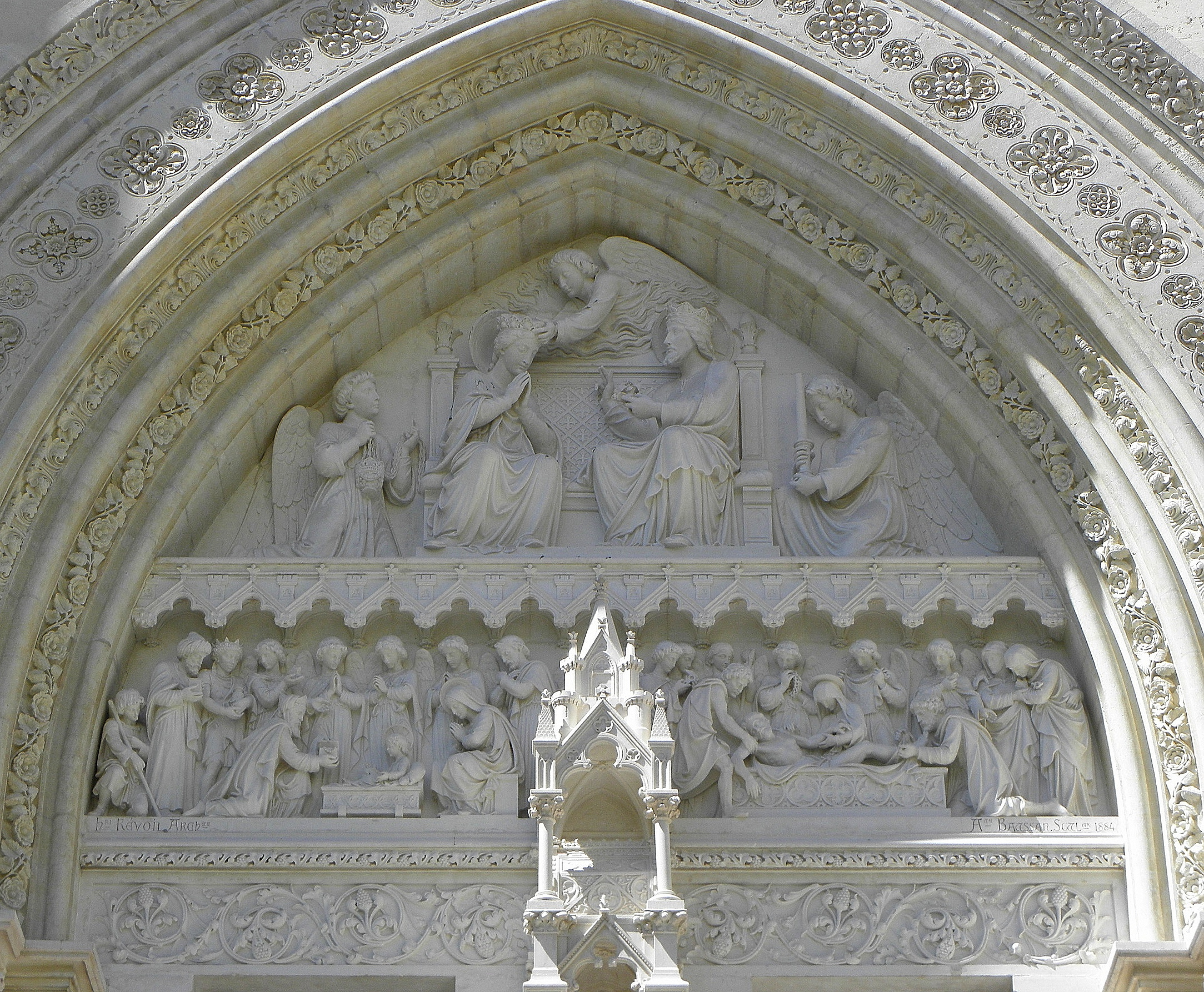
Tympan dédié au couronnement de la Vierge.

### Intérieur

Intérieur
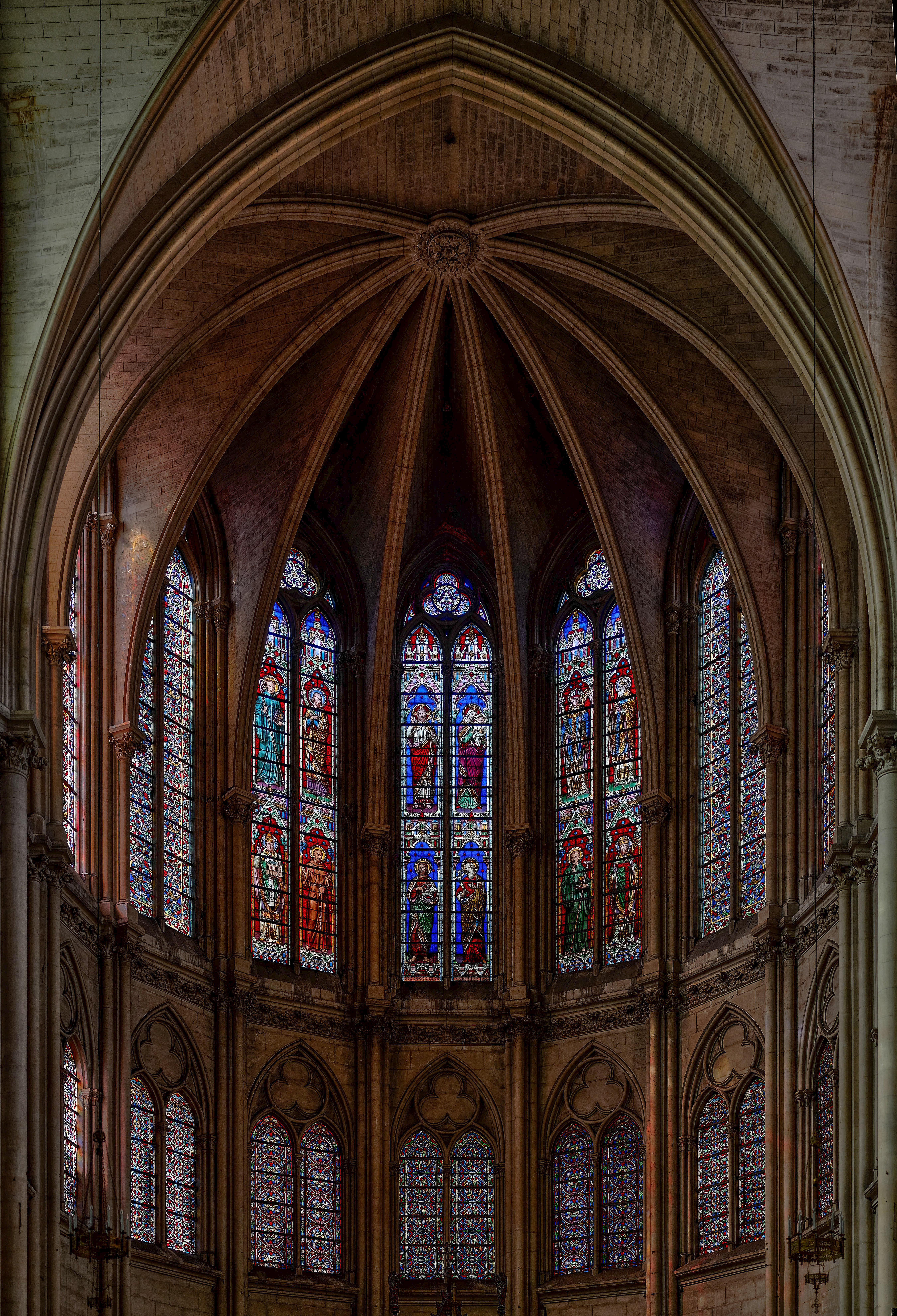
Vitraux principaux.
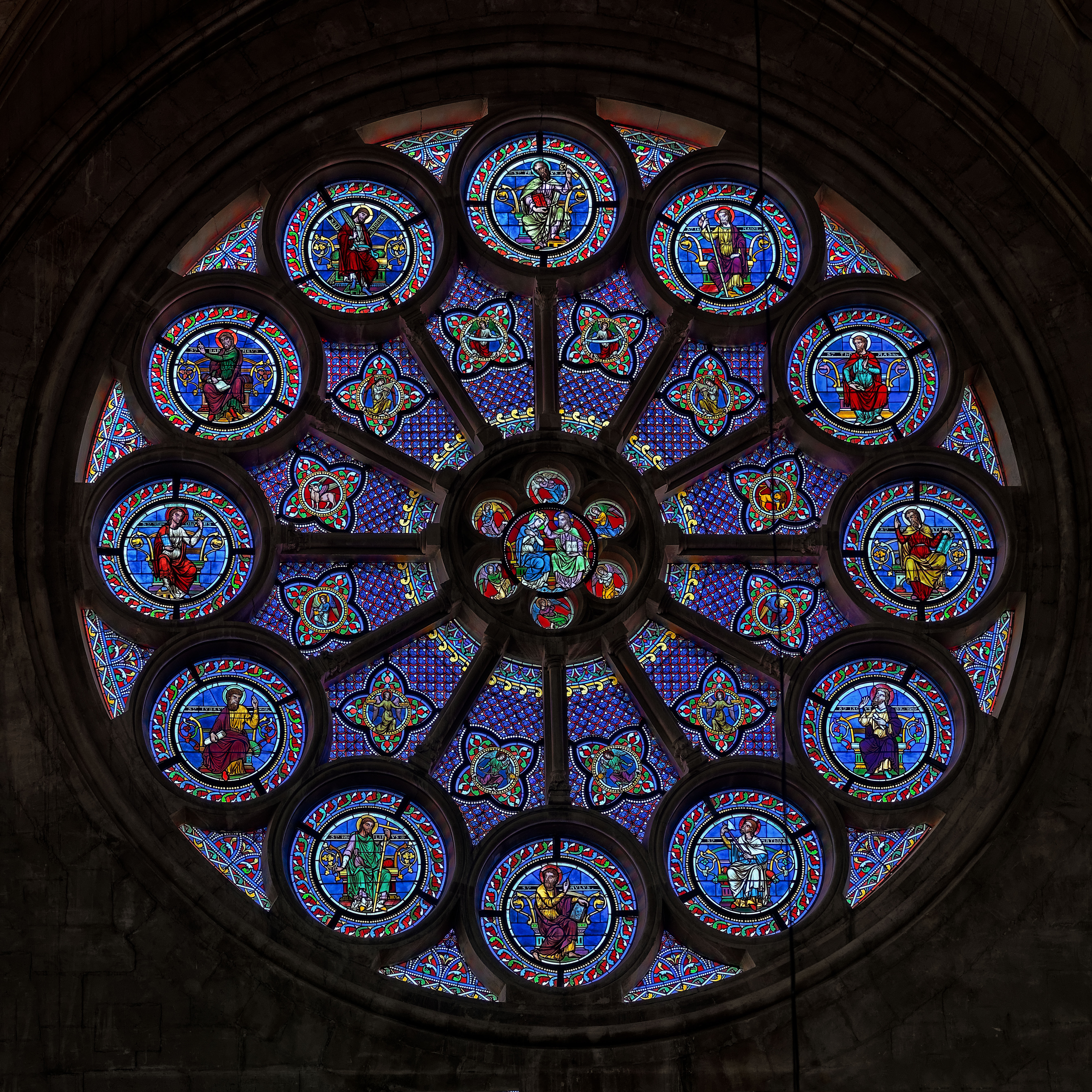
Vitrail en rosace (côté est).
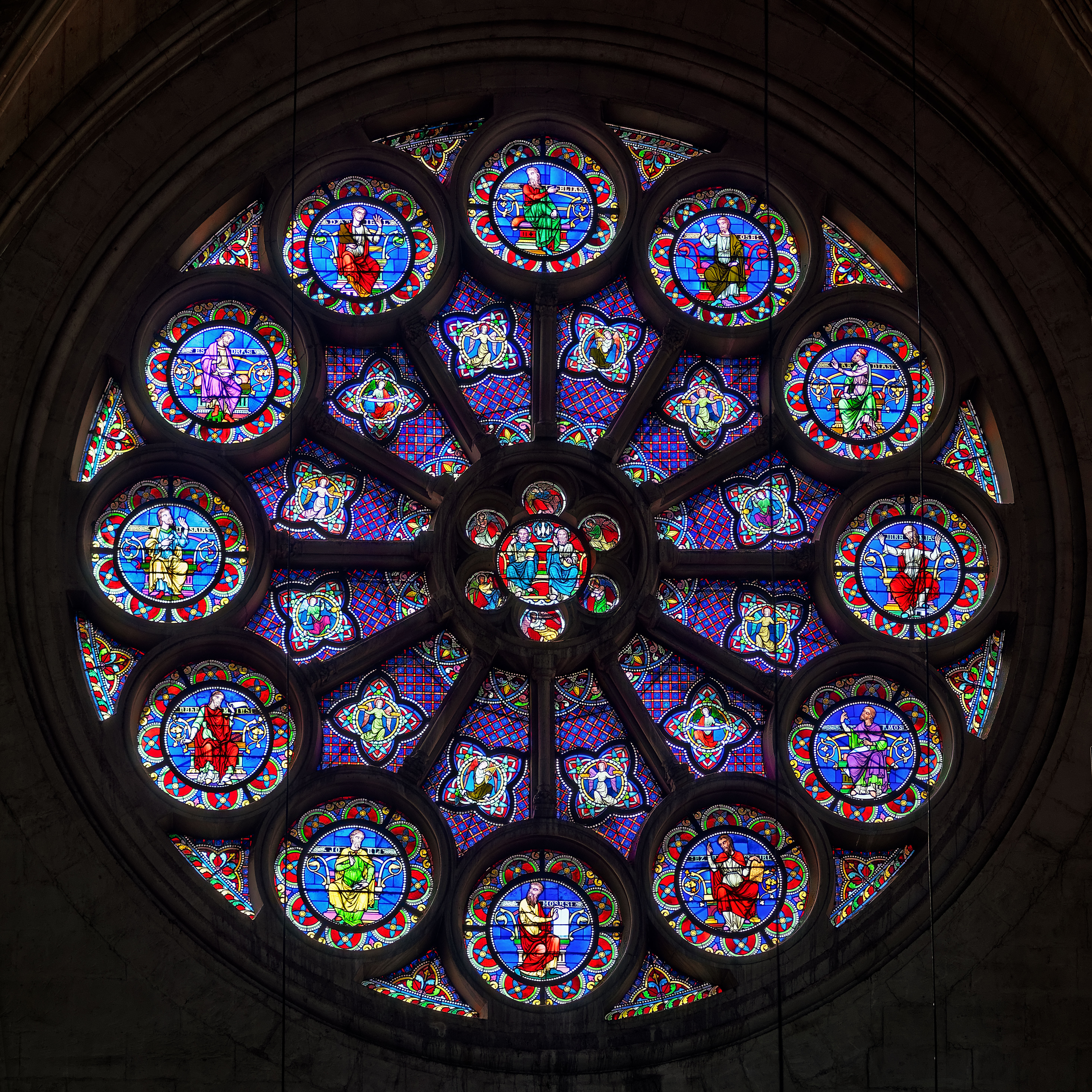
Vitrail en rosace (côté ouest).
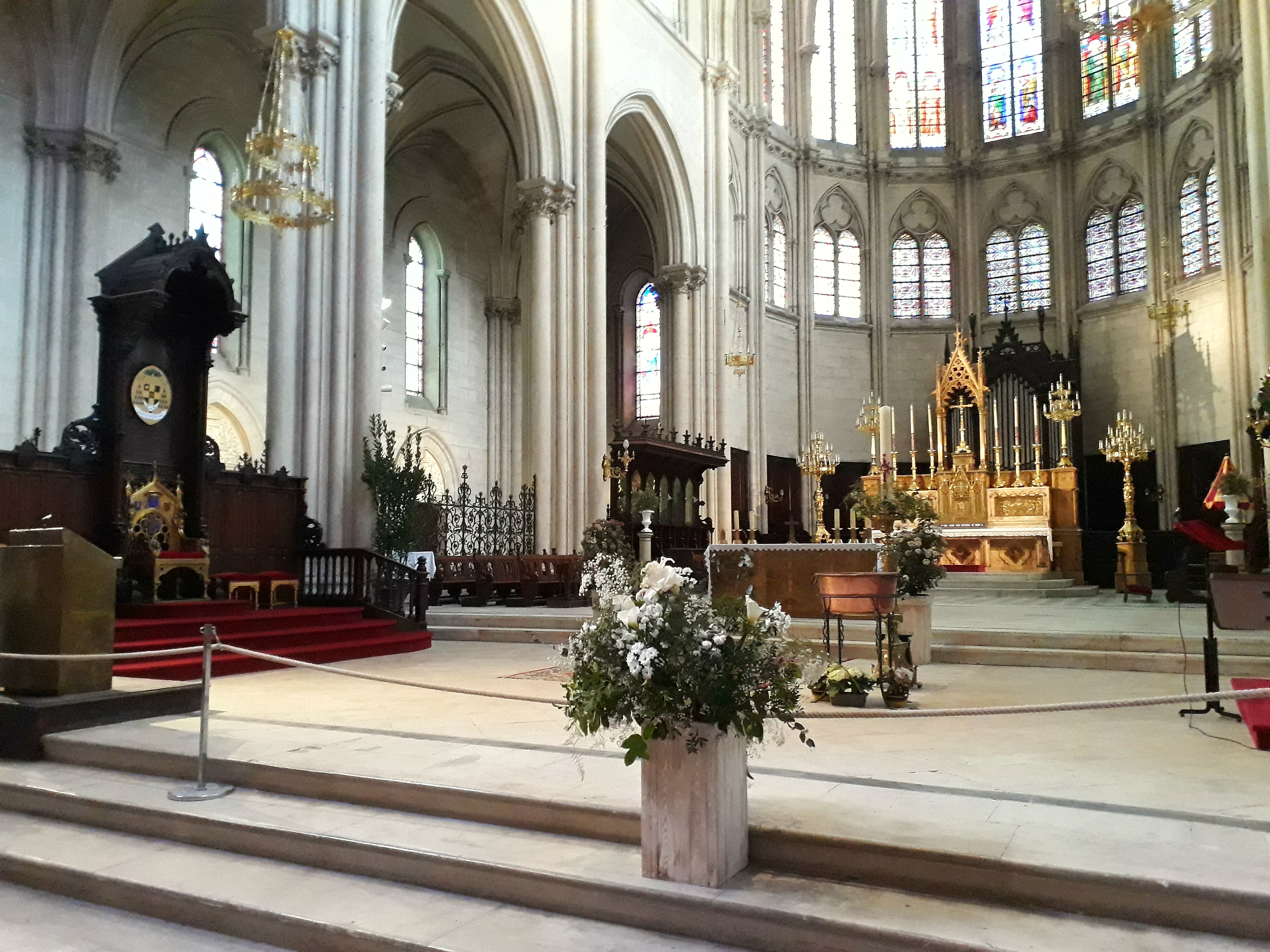
Vue du chœur et de la cathèdre
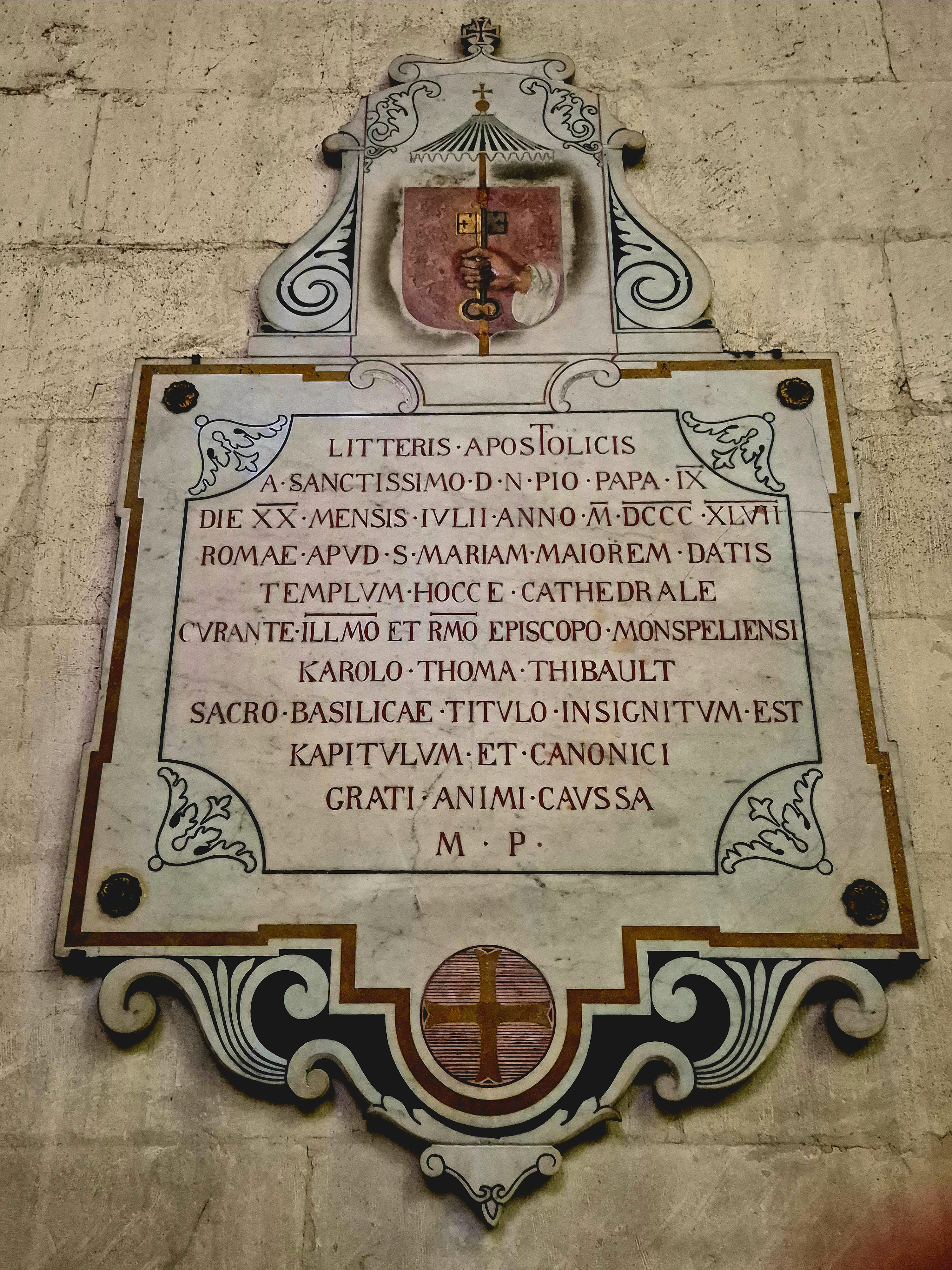
Plaque commémorative de l'érection comme basilique mineure par le pape Pie IX (20 juillet 1847), surmontée des armoiries du chapitre.

## Le grand orgue

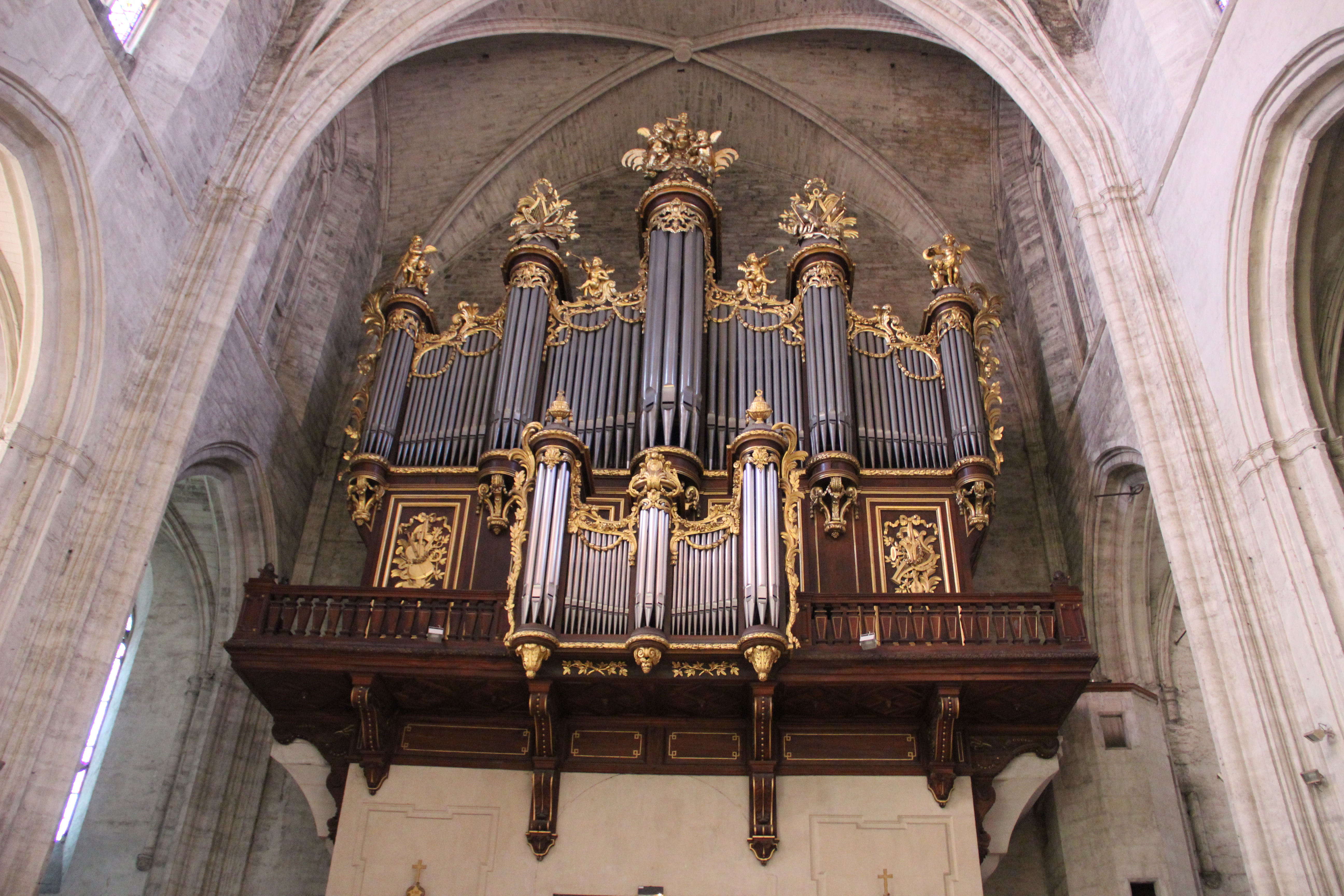
Le grand orgue.

En 1775, l'évêque de Montpellier, Monseigneur de Malide, ordonna d'abattre l'ancien chœur édifié au XIVe siècle par Urbain V, devenu trop exigu. Les commissaires firent appel à l'un des plus grands facteurs d'orgue de l'époque : Jean-François Lépine. Avant de mettre en place l'instrument, il a fallu refaire la tribune pour soutenir l'édifice et faire que les trépidations ne désaccordent pas l'orgue. Depuis sa création en 1778, l'orgue fut régulièrement entretenu des fournitures aux nouvelles souffleries en passant par l'ajout de nouvelles souffleries ou tuyaux.
En 1923, il fut équipé d'une soufflerie électrique. En 1943, la réfection d'une toiture fut désastreuse pour l'orgue ; en effet, la poussière et les plâtras tombèrent sur l'instrument et bouchèrent les tuyaux et paralysèrent les registres et les claviers. Une restauration fut entreprise et l'on en profita pour rajouter de nouvelles sonorités.
En 1978, l'entreprise Kern de Strasbourg rétablit le positif réel (positif de dos) : la composition est celle prévue initialement par Lépine.
Lors du millénaire de Montpellier, en 1985, l'éclairage de la cathédrale fut entièrement refait par la Conservation régionale des monuments historiques, avec le concours de la ville de Montpellier. Des projecteurs ont ainsi sorti l'orgue de sa demi-obscurité.
En 1994, il a été mis en place une consolidation des pieds des tuyaux de la tourelle centrale qui s'affaissaient sous leur poids. Le buffet, les instruments de musique enlacés et les consoles furent dorés à la feuille. Il fallut 16 000 feuilles d'or à 22 carats pour garnir l'orgue soit un poids total de 32 grammes.
En mai 2011, une nouvelle restauration est entreprise : dépose des tuyaux GO/pos int/pédale, remplacement des transmissions électriques, remplacement du combinateur, restauration de la console, remplacement du tirage de jeux, restauration des sommiers GO/pos intérieur/pédale, remplacement du ventilateur et boîte à rideaux. Cette restauration a été confiée à la Manufacture d'Orgues Giroud Successeurs[source insuffisante].
Othar Chedlivili et Irène Randrianjanaka sont les co-titulaires de l'instrument.

## Les cloches
La cathédrale de Montpellier possède un ensemble campanaire de sept cloches : quatre cloches de volée à usage religieux et trois cloches de tintement pour l'horloge à usage civil. Les quatre cloches de volée sont logées dans la tour ouest du clocher (la tour Urbain V), elles ont été fondues en 1867 par Hildebrand A. à Paris, fondeur de l'empereur (Maison Crouzet-Hildebrand), elles ont été offertes par Monseigneur Lecourtier (évêque de Montpellier de 1861 à 1873) et installées  le 7 février 1870. Le bourdon pèse près de 4 tonnes et mesure 171 cm de diamètre, c'est la plus grave cloche de volée de la région Languedoc-Roussillon, elle donne la note Sol#2 et se nomme François.
Détails des quatre cloches :

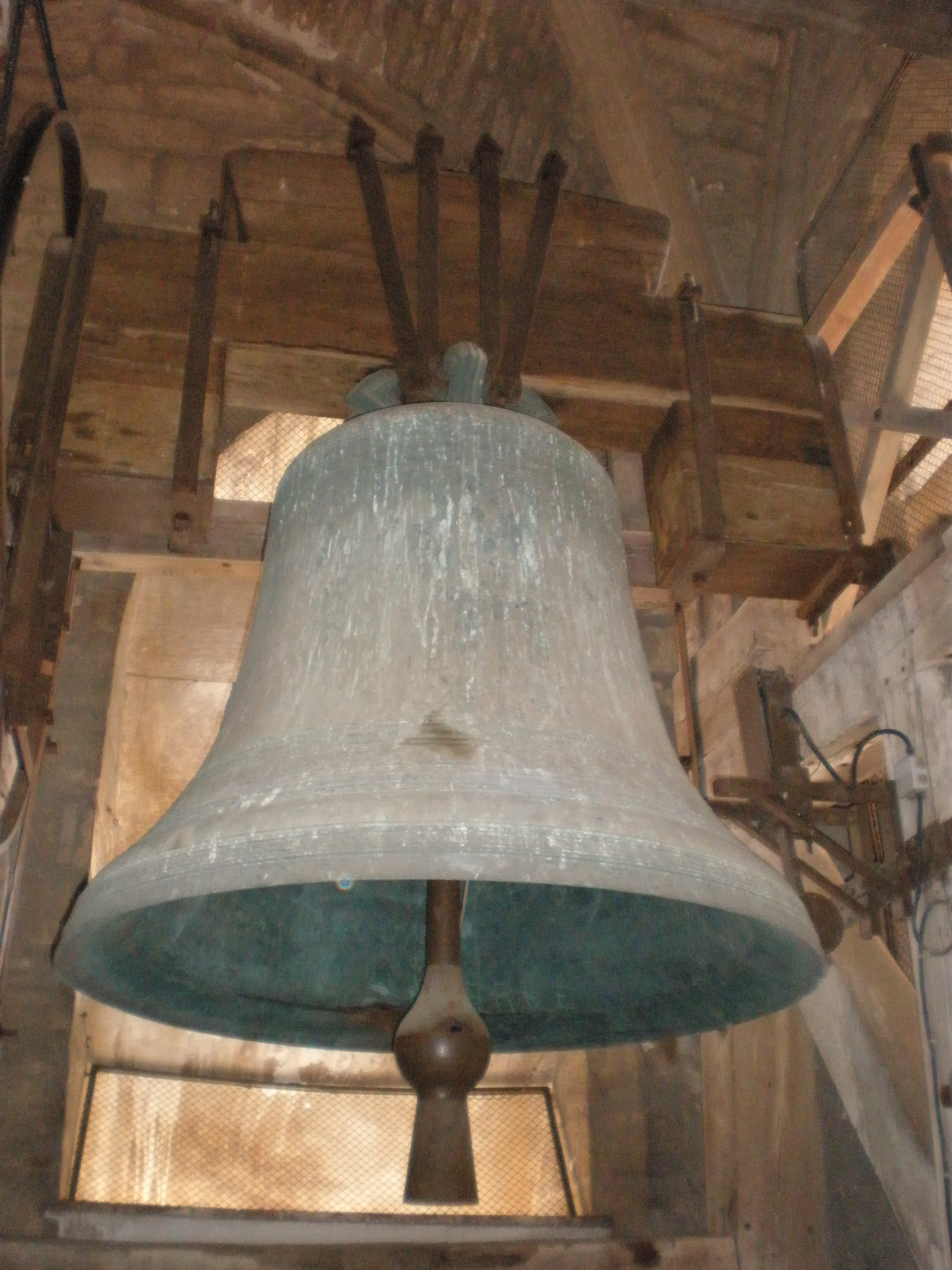
Le bourdon de la cathédrale François, note : Sol#2 (3 960 kg, Ø 171 cm).
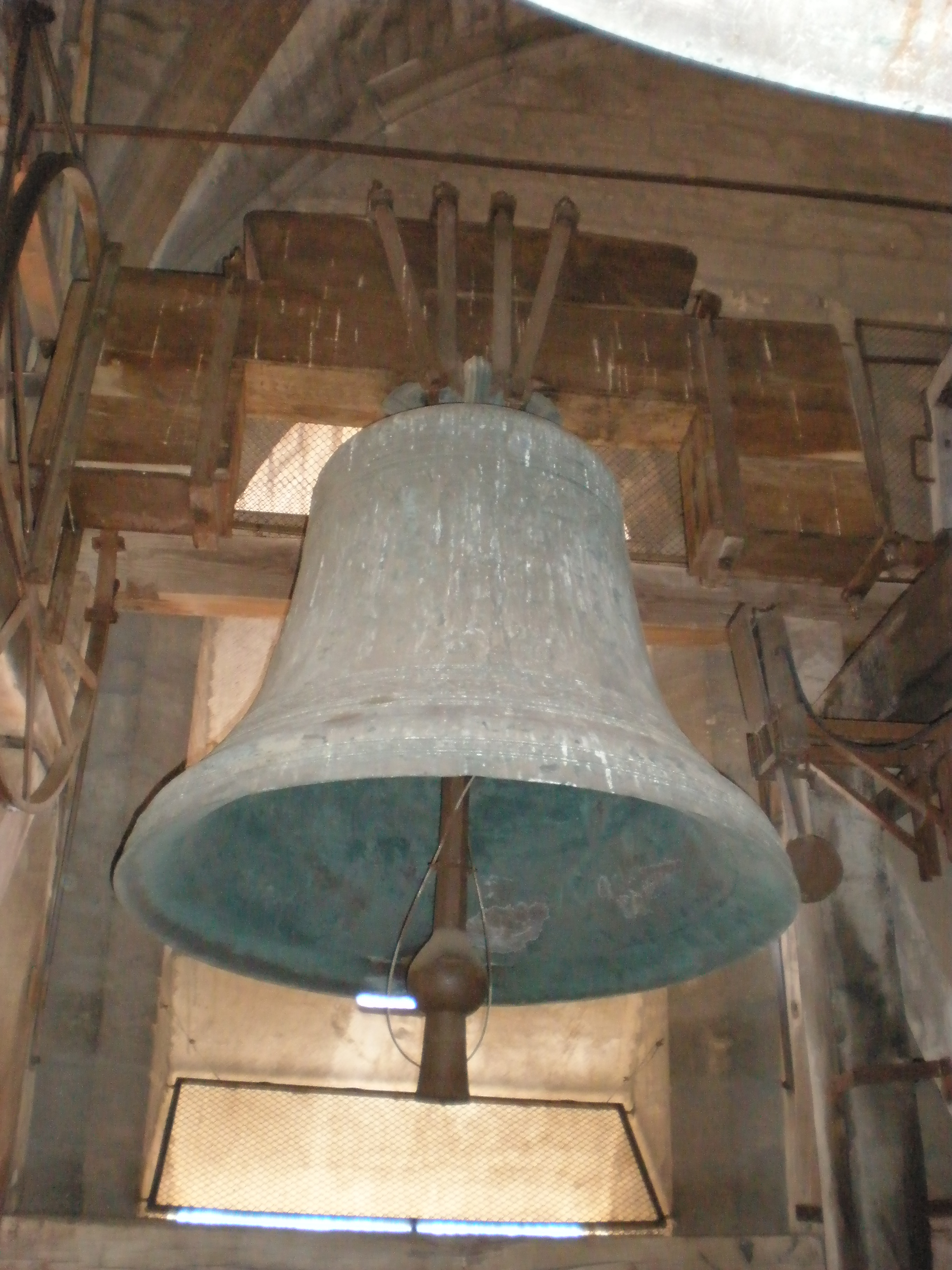
La cloche de volée no 2 Charles, note : La#2 (2 880 kg, Ø 152 cm).
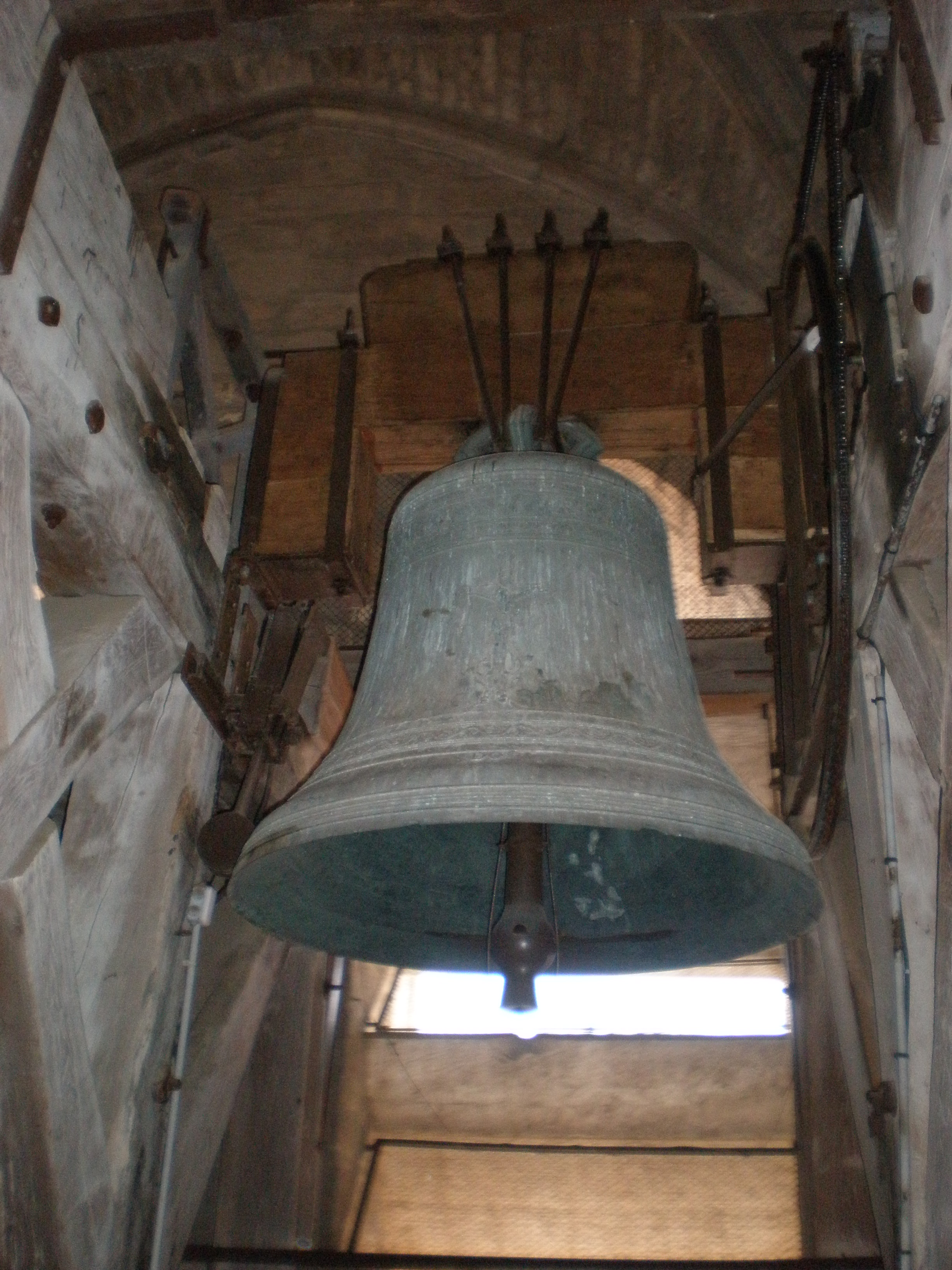
La cloche de volée no 3 Nicole, note : Do3 (2 010 kg, Ø 137 cm).
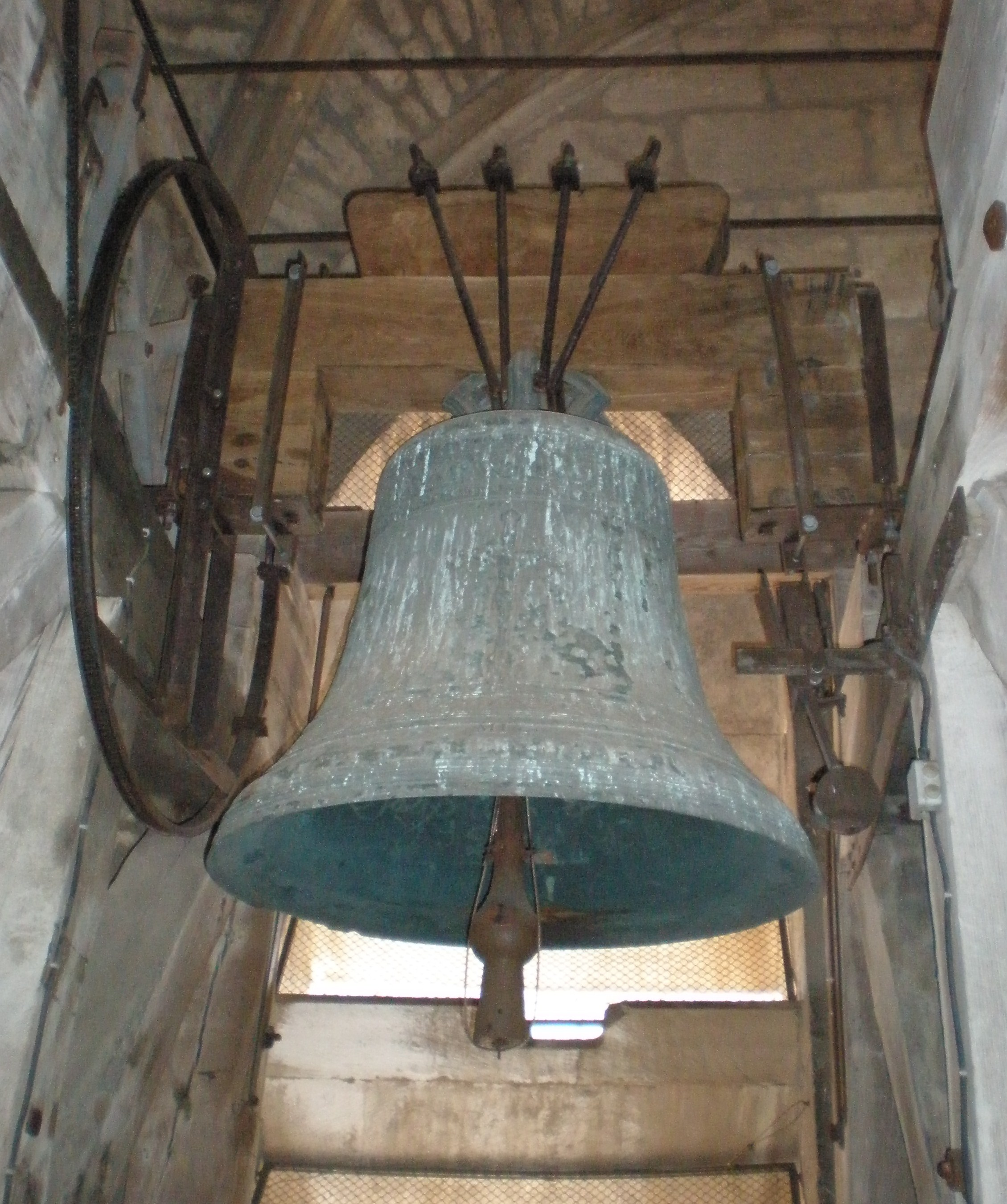
La cloche de volée no 4 Simone, note : Ré#3 (940 kg, Ø 115 cm).

Les trois cloches de l'horloge sont situées dans un campanile métallique en fer forgé sur le toit de la tour du clocher. Elles ont été fondues en 1730  par Pierre Gor (maître-fondeur à Pézenas) et Jacques Gor, son fils (fondeur à Montpellier). Elles ont un diamètre respectivement de 117 cm, 79 cm et 67 cm et donnent les notes Ré3, La 3 et Do#4. Ces trois cloches sont classées au patrimoine des monuments historiques depuis 1959. Elles ont été offertes par le cardinal de Fleury, premier ministre de Louis XV et originaire de Lodève.

## Paroisse
Depuis 2002, la cathédrale fait partie de la Paroisse Cathédrale Montpellier qui inclut toutes les églises du centre-ville de Montpellier : outre la cathédrale Saint-Pierre, la basilique Notre-Dame des Tables, l'église Saint-Roch, l'église Saint-Denis, l'église Sainte-Eulalie, l'église Saint-Léon et l'église Saint-Mathieu.
Les archiprêtres de la cathédrale depuis 1983 sont respectivement Monseigneur Joseph Roucairol (1983-1992), Père Émile Roger (1992-2009), Chanoine Michel Plagniol (recteur-archiprêtre de la cathédrale et curé de la Paroisse Cathédrale Montpellier) (2009-2024) et Chanoine Yannick Casajus depuis septembre 2024.

## Quelques chiffres
La longueur de la cathédrale est de 95 mètres à l'intérieur et de 102,50 mètres à l'extérieur. Elle atteint 113 mètres si on ajoute le porche. La nef a une hauteur de 28,50 mètres, tandis que le transept et le chœur culminent à 27,50 mètres. La largeur totale de la nef et de ses bas côtés est de 26,7 mètres.
À l’extérieur, les deux piliers (4,55 mètres de diamètre) et le baldaquin devant le grand portail sont d'origine (XIVe siècle) et sont purement décoratifs.[réf. nécessaire]

## Offices religieux
La messe est célébrée le dimanche à 10 heures 30. En semaine du lundi au vendredi à 18 heures 30 dans la chapelle du Saint-Sacrement.